# Olympische Sommerspiele 1976/Teilnehmer (Frankreich)
| Gelbes Symbol für Goldmedaillen mit stilisierten Olympischen Ringen | Graues Symbol für Silbermedaillen mit stilisierten Olympischen Ringen | Braundes Symbol für Bronzemedaillen mit stilisierten Olympischen Ringen |
| ------------------------------------------------------------------- | --------------------------------------------------------------------- | ----------------------------------------------------------------------- |
| 2                                                                   | 3                                                                     | 4                                                                       |

Frankreich nahm an den Olympischen Sommerspielen 1976 in Montreal mit einer Delegation von 206 Athleten (177 Männer und 29 Frauen) an 128 Wettkämpfen in 18 Sportarten teil. Fahnenträger bei der Eröffnungsfeier war der Radsportler Daniel Morelon.

## Teilnehmer nach Sportarten

### Bogenschießen
| Männer - Albert Le Tyrant | Frauen - Marie-Christine Ventrillon |

### Boxen
Männer
- Aldo Cosentino
- José Leroy
- Jean-Pierre Malavasi
- Jean-Claude Ruiz
- Hocine Tafer
- Serge Thomas

### Fechten
| Männer - Philippe Bena - Philippe Boisse - Régis Bonnissent - Bernard Dumont - Didier Flament Bronze Florett Mannschaft - François Jeanne - Jacques Ladègaillerie - Christian Noël Bronze Florett Mannschaft - Frédéric Pietruszka Bronze Florett Mannschaft - Patrick Quivrin - Daniel Revenu Bronze Florett Mannschaft - Philippe Riboud - Bernard Talvard Bronze Florett Einzel Bronze Florett Mannschaft | Frauen - Brigitte Gapais-Dumont Silber Florett Mannschaft - Claudette Herbster-Josland Silber Florett Mannschaft - Brigitte Latrille-Gaudin Silber Florett Mannschaft - Christine Muzio Silber Florett Mannschaft - Véronique Trinquet Silber Florett Mannschaft |

### Fußball
- Viertelfinale
  - Tor

1 Jean-Claude Larrieu
2 Henri Orlandini
  - Abwehr

3 Patrick Battiston
4 Claude Chazottes
5 Francis Meynieu
6 Michel Pottier
7 Alexandre Stassievitch
8 Henri Zambelli
  - Mittelfeld

9 Michel Cougé
10 Jean Fernandez
11 Michel Platini
12 Francisco Rubio
  - Sturm

13 Loïc Amisse
14 Bruno Baronchelli
15 Éric Pécout
16 Olivier Rouyer
17 Jean-Marc Schaer

### Gewichtheben
Männer
- Dominique Bidard
- Jean-Claude Chavigny
- Roland Chavigny
- Yvon Coussin
- Pierre Gourrier
- Christian Kinck
- Daniel Senet
Silber  Leichtgewicht
- Serge Stresser

### Judo
Männer
- Rémi Berthet
- Jean-Paul Coche
- Yves Delvingt
- Jean-Luc Rougé
- Patrick Vial
Bronze  Halbmittelgewicht

### Kanu
| Männer - Alain Acart - Bruno Bicocchi - Jean-Paul Cézard - Antoine Cipriani - Gérald Delacroix - Patrick Genestier - Jean-Paul Hanquier - Roland Iche - Alain Lebas - Jean-François Millot | Frauen - Françoise Bonetat - Sylvaine Deltour - Anne-Marie Loriot |

### Leichtathletik
| Männer - Patrick Abada - Jacques Accambray - Jacques Aletti - Jean-Claude Amoureux - Joseph Arame - Jean-Michel Bellot - Philippe Bobin - Jacky Boxberger - Yves Brouzet - Dominique Chauvelot - Jean Conrath - Jean-Pierre Corval - Philippe Deroche - Guy Drut Gold 110 m Hürden - Gilles Échevin - Gilles Gémise-Fareau - Jean-Paul Gomez - Francis Gonzalez - Francis Kerbiriou - Fernand Kolbeck - Bernard Lamitié - Gérard Lelièvre - Pierre Lévisse - Hector Llatser - José Marajo - Jean Mayer - Jean-Claude Nallet - Jean-Pierre Perrinelle - Marcel Philippe - Paul Poaniéwa - Lucien Rault - Hugues Roger - Jacques Rousseau - Lucien Sainte-Rose - Roqui Sanchez - François Tracanelli - Roger Velasquez - Jean-Paul Villain | Frauen - Chantal Corbrejaud - Marie-Christine Debourse - Catherine Delachanal - Nadine Prévost - Chantal Réga - Sylviane Telliez |

### Moderner Fünfkampf
Männer
- Alain Cortes
- Michel Gueguen
- Claude Guiguet

### Radsport
Männer
- Jean-René Bernaudeau
- René Bittinger
- Paul Bonno
- Jean-Marcel Brouzes
- Claude Buchon
- Francis Duteil
- Loïc Gautier
- Christian Jourdan
- Jean-Paul Maho
- Daniel Morelon
Silber  Sprint
- Jean-Jacques Rebière
- Jean-Michel Richeux
- Pierre Trentin
- Éric Vermeulen

### Reiten
- Dominique Bentejac
- Dominique d'Esmé
- Hubert Parot
Gold  Springen Mannschaft
- Michel Roche
Gold  Springen Mannschaft
- Marc Roguet
Gold  Springen Mannschaft
- Marcel Rozier
Gold  Springen Mannschaft
- Jean-Yves Touzaint
- Thierry Touzaint
- Jean Valat

### Ringen
Männer
- André Bouchoule
- Michel Grangier
- Lionel Lacaze
- Diego Lo Brutto
- Théodule Toulotte

### Rudern
| Männer - Bernard Bruand - Jean-Claude Coucardon - Serge Fornara - Yves Fraisse - Antoine Gambert - Lionel Girard - Jean-Pierre Huguet-Balent - Charles Imbert - Jean-Michel Izart - Patrick Morineau - Jean-Jacques Mulot - Jean-Noël Ribot - Roland Thibaut - Roland Weill | Frauen - Annick Anthoine - Josiane Rabiller - Françoise Wittington |

### Schießen
- Jean Baumann
- Bernard Blondeau
- Michel Carrega
- Yves Delnord
- Gilbert Emptaz
- Jean Faggion
- Élie Pénot
- Jean-François Petitpied
- Jacques Pichon
- André Porthault

### Schwimmen
| Männer - Pierre Andraca - Lionel Beylot-Bourcelot - Serge Buttet - René Écuyer - Benôit Laffineur - Marc Lazzaro - Fabien Noël - Colin Ress - Michel Rousseau | Frauen - Guylaine Berger - Caroline Carpentier - Pascale Ducongé - Sylvie Le Noach - Chantal Schertz - Annick de Susini - Sylvie Testuz |

### Segeln
- Bruno de Cazenove
- Chris de Cazenove
- Patrick Haegeli
- Marc Laurent
- Serge Maury
- Patrick Oeuvrard
- Marc Pajot
- Yves Pajot
- Roger Surmin
- Bruno Trouble

### Turnen
| Männer - Henri Boërio Bronze Reck - Michel Boutard - Patrick Boutet - Bernard Decoux - Eric Koloko - Willi Moy | Frauen - Martine Audin - Nadine Audin - Chantal Seggiaro |

### Wasserspringen
Männer
- Alain Goosen
- Joël Suty